# Slovensko društvo za lacanovsko psihoanalizo
Slovensko društvo za lacanovsko psihoanalizo (SDLP) je bilo ustanovljeno leta 2015, kot združenje za razvoj in prenos psihoanalize francoskega psihoanalitika Jacquesa Lacana v Sloveniji. Njegova začetnica in prva predsednica je Nina Krajnik. Društvo je partner Svetovne psihoanalitične zveze in Nove lacanovske Šole.

## Ureditev
Slovensko društvo za lacanovsko psihoanalizo je prva organizacija v Sloveniji, ki je uradni zastopnik in izvajalec lacanovske psihoanalize, pooblaščena s strani Lacanove hčere in predsednice Freudovskega polja Judith Miller. Struktura društva je bila vzpostavljena na principu Šole freudovske stvari, ki jo je ustanovil Jacques Lacan in vključuje psihoanalitično delo, kartelne skupine, klinično sekcijo in sekcijo za psihoanalitične povezave z drugimi polji, npr. filozofijo, književnostjo, umetnostjo, politiko in medicino.

## Aktivizem
Slovensko društvo za lacanovsko psihoanalizo se je leta 2016 angažiralo v boju za obstoj psihoanalize, pri čemer je podalo izjavo, da naj bi Društvo za teoretsko psihoanalizo preprečevalo prisotnost lacanovske psihoanalize v Sloveniji in neavtorizirano prevedlo dva od štirih objavljenih Lacanovih seminarjev v slovenski jezik. Društvo za teoretsko psihoanalizo je to izjavo zavrnilo. Junija 2016 je Jacques-Alain Miller izrekel podporo predsednici društva Nini Krajnik in obsodil delovanje Slavoja Žižka in Mladena Dolarja v razmerju do lacanovske psihoanalize v Sloveniji.  Analiza vzpostavitve društva v slovenskem okolju je bila objavljena v reviji Nove Lacanovske Šole Lacan Quotidien in v napovedniku mednarodnega lacanovskega gibanja ZADIG - Zero Abjection Democratic International Group.  V psihoanalitičnih Šolah je danes primer boja za lacanovsko psihoanalizo v njenem začetku.